# レンクム
レンクム（オランダ語: Renkum [ˈrɛŋkʏm] ( 音声ファイル)）とは、オランダヘルダーランド州にある基礎自治体（ヘメーンテ）。

## 概要
人口は2014年時点で約31500人、面積は47平方キロメートルのヘメーンテであり、ライン川沿いに位置している。周辺の自治体と共にアーネム＝ナイメーヘン都市圏を構成している。
ヘメーンテの外縁部は主に森林や河川の堤外地となっており、森林には数千年前の墳丘墓も見ることが出来る。これらの墳丘墓からの出土品はアーネムにある歴史博物館で見ることが出来る。

## 歴史
レンクムは数千年の歴史を有する地であり、域内にある墳丘墓がそれを物語っている。1970年には町の千年祭が執り行われた。また、古くはRedinchemと綴られていた。
19世紀にレンクムは独自に発展を遂げ、この当時の町内には6つの製紙場、3つの製粉所、1つの搾油施設があった他、2つの工場があり、糖蜜工場とジャガイモ澱粉工場があった。また、ビールの醸造所や食堂もあったとされる。現在でも製紙工場は残っており、Parenco B.V.社がこれを運営している。
また、1954年5月にはレンクムのオーステルベークにあるビルダーバーグホテルで第一回ビルダーバーグ会議が開かれた。

## 集落
- ドールウェルト（英語版）
- ヘールスム（英語版）
- ヘーフェアドルプ（英語版）

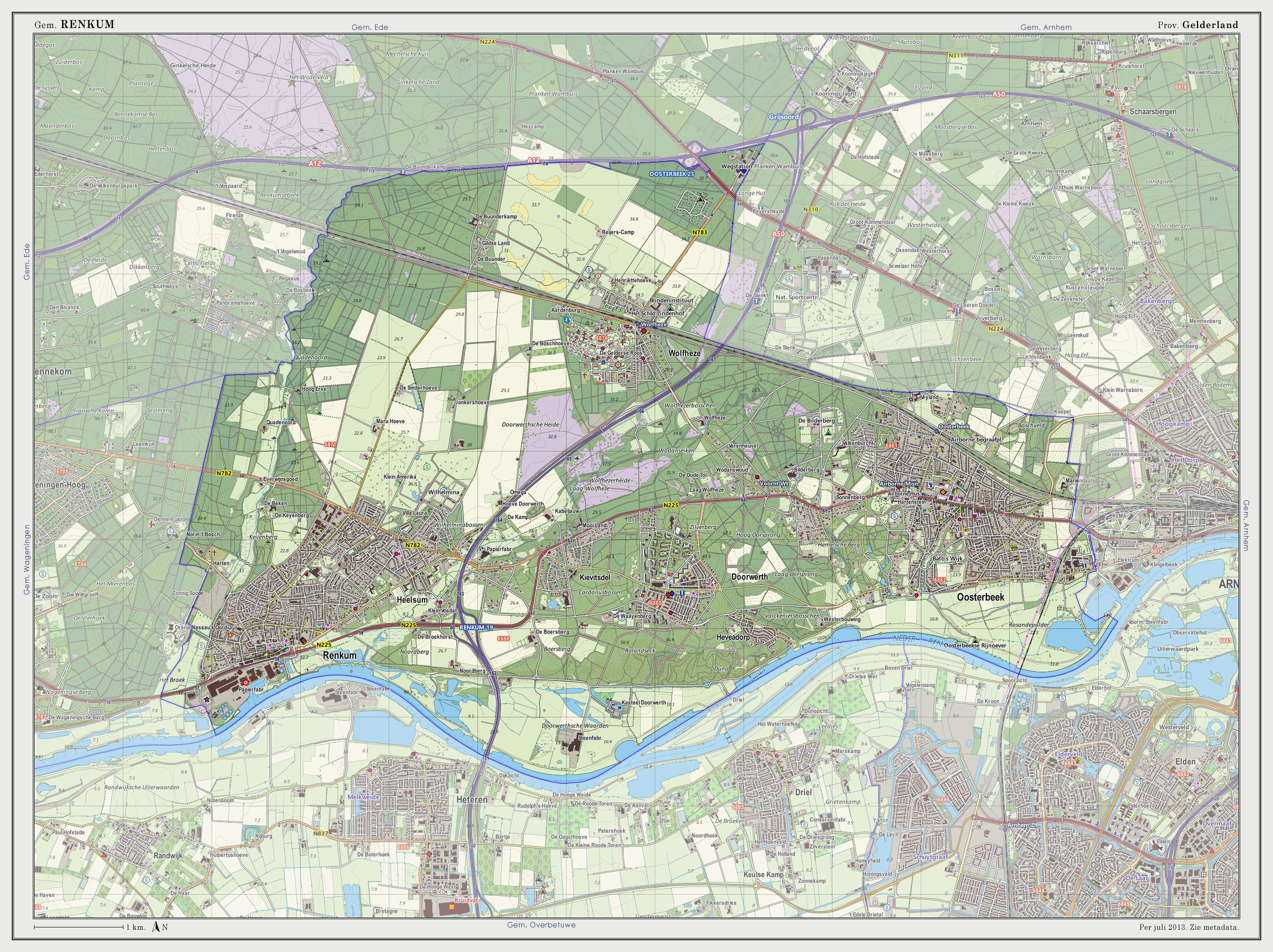
2013年のレンクム

- オーステルベーク（英語版） - 第一回ビルダーバーグ会議の開催地
- レンクム（オランダ語版）
- ウォルフヘーゼ（英語版）

## ギャラリー

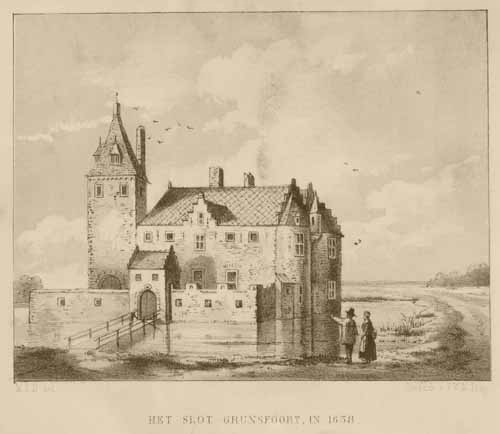
グルンス砦（1638年）
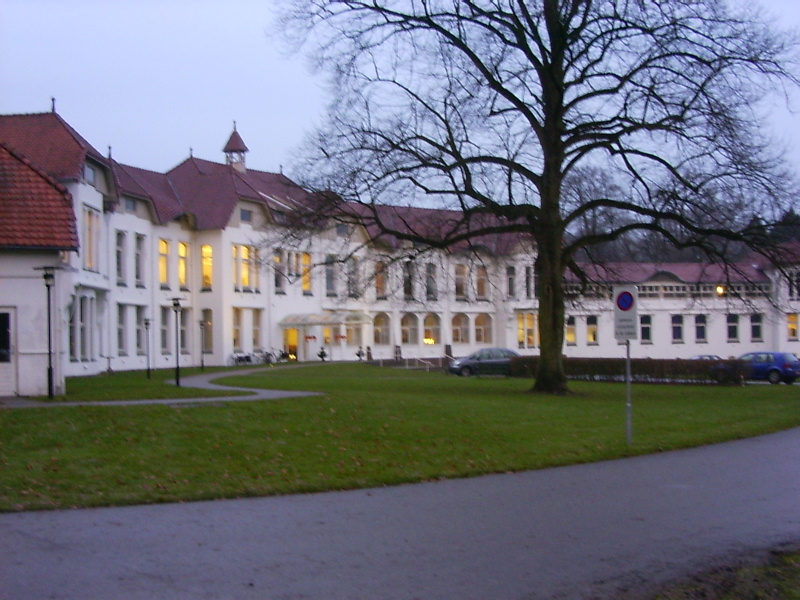
オラニエ＝ナッサウ家の敷地
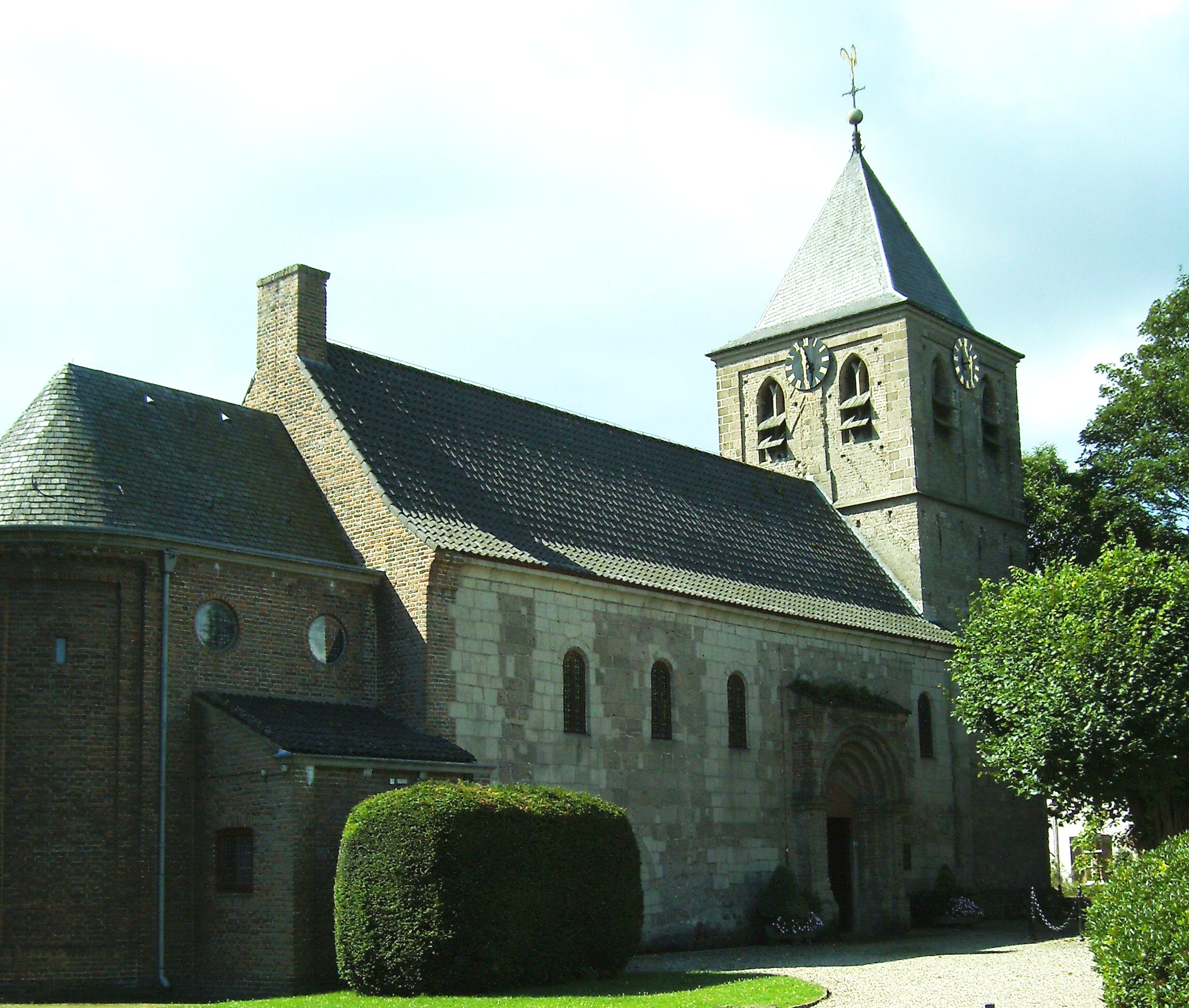
オランダ最古の教会（オーステルベーク）
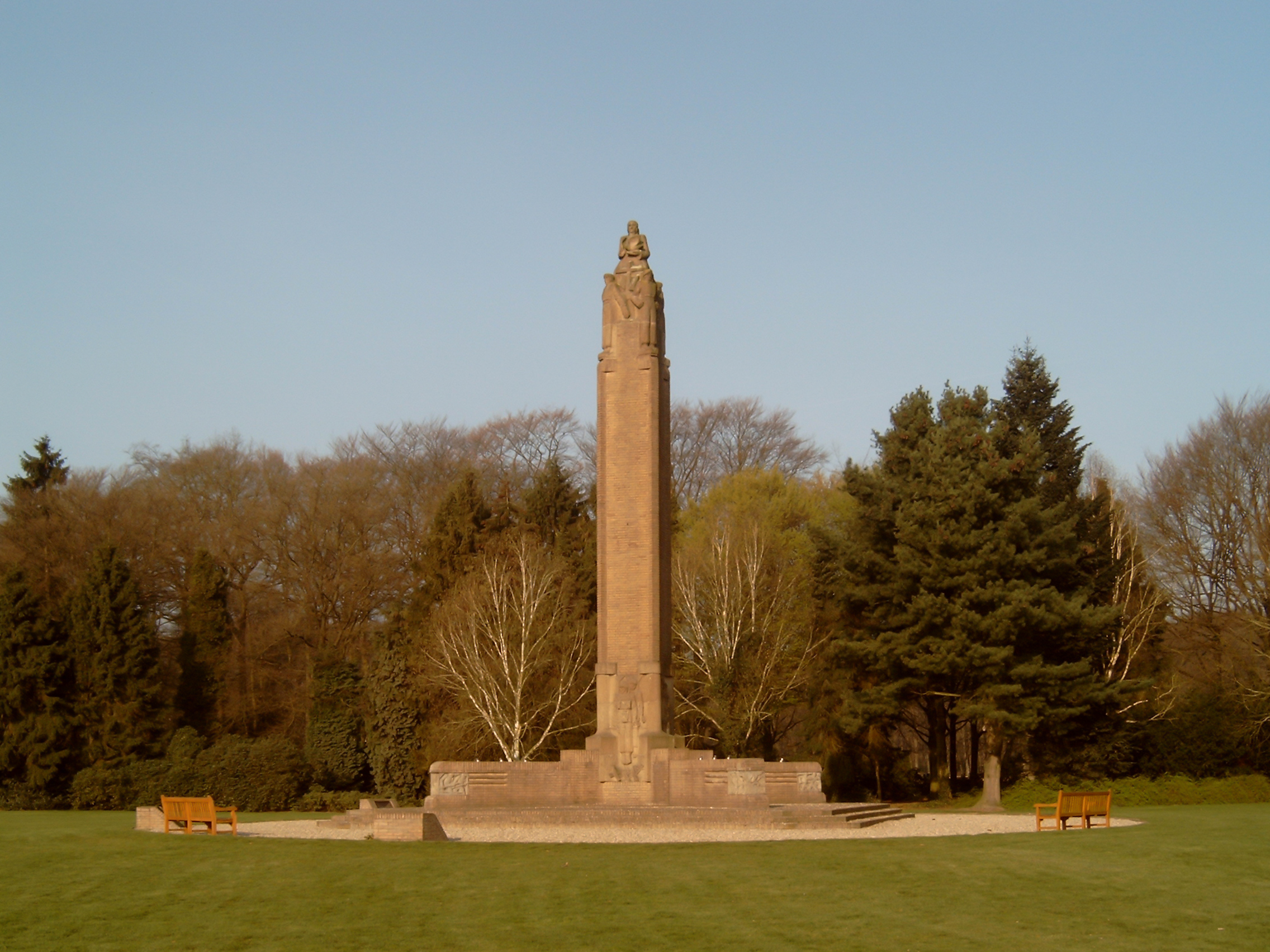
戦争の碑（オーステルベーク）